# Arschak Tschobanjan

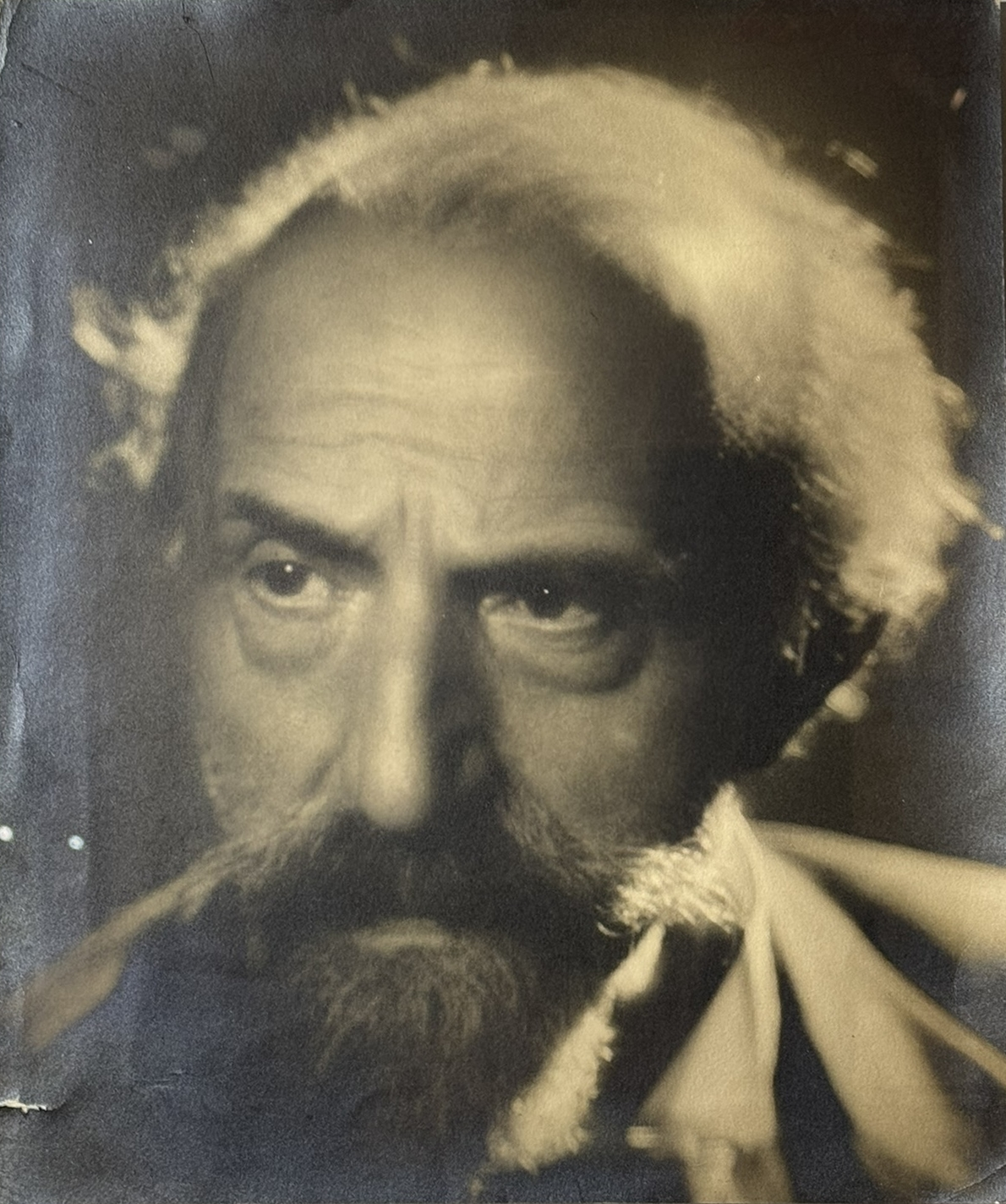
Arschak Tschobanjan (1920er oder 1930er Jahre)

Arschak Tschobanjan (armenisch Արշակ Չօպանեան; * 15. Juli 1872 in Konstantinopel, Osmanisches Reich; † 8. Juni 1954 in Paris, Frankreich) war ein armenischer Schriftsteller, Dichter, Dramatiker, Übersetzer, Intellektueller, Verleger, Redner und Diplomat.
Geboren in Konstantinopel im Osmanischen Reich, emigrierte er 1895 nach Frankreich, wo er sich als führende Stimme der armenischen Diaspora etablierte. Er gründete und leitete die literarische Zeitschrift Anahit (1898–1949), die armenische Schriftsteller aus aller Welt förderte und die armenische Kultur popularisierte.
Tschobanjan spielte eine maßgebliche Rolle im französischen Armenien-Aktivismus, insbesondere bei der Sensibilisierung für die Hamidischen Massaker und später den Völkermord an den Armeniern. Er war Sekretär und später Vorsitzender von armenischen Flüchtlingsorganisationen in Frankreich und engagierte sich politisch für die Anerkennung und Unterstützung der armenischen Bevölkerung im Osmanischen Reich und in der Diaspora.
Als Übersetzer und Kritiker förderte er die armenische Literatur, insbesondere in Frankreich, und kultivierte Kontakte zu bedeutenden europäischen Intellektuellen wie Anatole France, Charles Péguy und Georges Clemenceau. Er hob die Bedeutung der armenischen Kultur hervor und kämpfte für die Erhaltung der armenischen Sprache und Literatur, insbesondere in Zeiten großer politischer Umbrüche.
Sein umfangreiches Werk umfasst Gedichte, Dramen, Essays, Übersetzungen und literaturkritische Schriften in armenischer und französischer Sprache. Sein Nachlass und zahlreiche Briefe sind wichtige Quellen zur armenischen Literatur und Geschichte der Diaspora. Sein kulturelles und politisches Wirken gilt als prägend für die armenische Gemeinschaft in Frankreich und die internationale Armenienbewegung.
Tschobanjan war mehrfach ausgezeichnet, u. a. mit dem Langlois-Preis der Académie française (1904) und dem Orden der französischen Ehrenlegion. Er starb 1954 in Paris nach einem Verkehrsunfall.